# Gellio Ghellini
Gellio Ghellini (Vicenza, 23 gennaio 1559 – Vicenza, 29 agosto 1616) è stato un religioso italiano, cittadino della Repubblica di Venezia.

## Biografia
Nato a Vicenza da una ricca e nobile famiglia di origine bolognese, frequentò in città i corsi di grammatica e presso l'Università di Padova quelli superiori, concludendo gli studi con la laurea in utroque iure. Manifestò fin dalla giovinezza un'indole pacifica, sentimenti profondamente religiosi e propensione alle opere di carità. Avrebbe voluto diventare gesuita - l'ordine di Sant'Ignazio di Loyola si era formato da pochi decenni e portava avanti con entusiasmo le riforme deliberate dal Concilio di Trento - ma incontrò l'opposizione del padre e dovette rinunciare; entrò comunque nel seminario diocesano, di recente istituzione, dove si dedicò con passione agli studi teologici al punto di essere invitato a tenere in cattedrale, nel 1583, il discorso introduttivo al sinodo diocesano; nel 1584 fu ordinato sacerdote.
Promosso nel 1585, pochi mesi dopo l'ordinazione sacerdotale, canonico penitenziere maturò, nella frequentazione del venerabile Antonio Pagani, un forte zelo che lo rese attivo sostenitore dei vescovi vicentini - in particolare di Michele Priuli - nell'impegno di restaurare la vita religiosa e la disciplina ecclesiastica nella diocesi. Ricevette anche altri incarichi, ma con la sua natura umile non ricercava cariche ed onori, mentre era invece attratto dall'amore per il prossimo.
Fondò così nel 1590 un'opera innovativa per il suo tempo, la "Pia Casa del Soccorso" (Opera di Santa Maria del Soccorso): egli acquistò e arredò a proprie spese un edificio, nella via che ancor oggi porta il nome di Soccorso Soccorsetto nel Borgo di Porta Nova, perché potesse esservi  accolto un certo numero di donne in difficoltà, che avevano subito violenza o erano state spinte alla prostituzione, ma ora desiderose di riscattarsi. Oltre ad offrire alle giovani donne un ambiente idoneo a ricostruire la propria esistenza senza dover abbracciare la vita conventuale, la Casa forniva loro un aiuto per essere avviate ad un onesto lavoro o a contrarre matrimonio.
Dopo di essere stato nel 1594 procuratore del vescovo Michele Priuli presso il papa, addottoratosi in teologia presso l'Università di Ferrara, nell'agosto del 1600 rinunciò al canonicato e si recò a Roma quale collaboratore di Giuseppe Calasanzio, fondatore delle Scuole Pie per l'educazione dei fanciulli poveri e abbandonati.
Nel 1607 tornò a Vicenza; rifiutata la nomina a vescovo di Parenzo d'Istria, si rimise con tenacia a gestire direttamente la Pia Casa del Soccorso che, durante la sua assenza, era alquanto scaduta. Nel dicembre 1615 fu eletto parroco della chiesa dei santi Faustino e Giovita, ma l'anno successivo morì e fu sepolto nella chiesa parrocchiale. Su sua richiesta venne tumulato al centro della chiesa dove - secondo Francesco Barbarano - vi era un sepolcro riservato ai fanciulli che morivano prima di raggiungere l'età della ragione, in quanto egli era "amator dell'innocenza".

## Culto
Si diffuse molto rapidamente la fama della sua santità; pochi anni dopo la sua morte venne iniziato il processo canonico per la sua beatificazione e fu definito venerabile. Nel 1809 - dopo che la chiesa di san Faustino fu sconsacrata - i suoi resti furono trasportati in cattedrale e deposti nella seconda cappella di sinistra.